# Barbara Matić
Pour les articles homonymes, voir Matić.
Barbara Matić, née le 3 décembre 1994 à Split, est une judokate croate.

## Carrière
Elle est médaillée de bronze par équipes ainsi que dans la catégorie des moins de 63 kg aux Jeux olympiques de la jeunesse d'été de 2010 à Singapour.
Dans la catégorie des moins de 70 kg, la judokate est médaillée de bronze aux Championnats d'Europe de judo 2014 à Montpellier, aux Championnats d'Europe de judo 2017 à Varsovie et aux Jeux européens de 2019 à Minsk. Elle remporte ensuite la médaille d'or aux Championnats du monde de judo 2021 à Budapest.
En juin 2024, elle est nommée porte-drapeau de la délégation croate aux Jeux olympiques de 2024 avec le tireur sportif Giovanni Cernogoraz.

## Palmarès

### Compétitions internationales
| Année | Compétition           | Lieu        | Résultat | Catégorie      |
| ----- | --------------------- | ----------- | -------- | -------------- |
| 2014  | Championnats d'Europe | Montpellier | 3e       | Moins de 70 kg |
| 2017  | Championnats d'Europe | Varsovie    | 3e       | Moins de 70 kg |
| 2019  | Jeux européens        | Minsk       | 3e       | Moins de 70 kg |
| 2021  | Championnats du monde | Budapest    | 1re      | Moins de 70 kg |
| 2022  | Championnats du monde | Tachkent    | 1re      | Moins de 70 kg |
| 2023  | Championnats du monde | Doha        | 3e       | Moins de 70 kg |
| 2023  | Championnats d'Europe | Montpellier | 3e       | Moins de 70 kg |
| 2024  | Championnats d'Europe | Zagreb      | 1re      | Moins de 70 kg |
| 2024  | Jeux olympiques       | Paris       | 1re      | Moins de 70 kg |

### Masters mondial, Tournois Grand Chelem et Grand Prix
| Année | Compétition     | Lieu              | Résultat | Catégorie      |
| ----- | --------------- | ----------------- | -------- | -------------- |
| 2014  | Grand Prix      | Tbilissi          | 1re      | Moins de 70 kg |
| 2014  | Grand Prix      | La Havane         | 3e       | Moins de 70 kg |
| 2014  | Grand Prix      | Budapest          | 2e       | Moins de 70 kg |
| 2014  | Grand Prix      | Zagreb            | 3e       | Moins de 70 kg |
| 2015  | Grand Prix      | Qingdao           | 1re      | Moins de 70 kg |
| 2015  | Grand Prix      | Jeju              | 3e       | Moins de 70 kg |
| 2016  | Grand Prix      | Oulan-Bator       | 3e       | Moins de 70 kg |
| 2016  | Grand Prix      | Zagreb            | 1re      | Moins de 70 kg |
| 2017  | Grand Chelem    | Bakou             | 3e       | Moins de 70 kg |
| 2017  | Grand Chelem    | Antalya           | 3e       | Moins de 70 kg |
| 2017  | Grand Prix      | Hohhot            | 3e       | Moins de 70 kg |
| 2017  | Masters mondial | Saint-Pétersbourg | 2e       | Moins de 70 kg |
| 2018  | Grand Chelem    | Düsseldorf        | 2e       | Moins de 70 kg |
| 2018  | Grand Chelem    | Iekaterinbourg    | 3e       | Moins de 70 kg |
| 2020  | Grand Chelem    | Budapest          | 1re      | Moins de 70 kg |
| 2021  | Grand Chelem    | Antalya           | 2e       | Moins de 70 kg |
| 2021  | Grand Chelem    | Tachkent          | 2e       | Moins de 70 kg |
| 2021  | Grand Chelem    | Paris             | 2e       | Moins de 70 kg |
| 2022  | Grand Chelem    | Paris             | 3e       | Moins de 70 kg |
| 2022  | Grand Chelem    | Budapest          | 3e       | Moins de 70 kg |
| 2022  | Grand Prix      | Zagreb            | 1re      | Moins de 70 kg |
| 2023  | Grand Chelem    | Tachkent          | 2e       | Moins de 70 kg |
| 2023  | Grand Chelem    | Antalya           | 2e       | Moins de 70 kg |
| 2023  | Grand Prix      | Zagreb            | 2e       | Moins de 70 kg |
| 2023  | Grand Chelem    | Bakou             | 3e       | Moins de 70 kg |
| 2024  | Grand Prix      | Odivelas          | 1re      | Moins de 70 kg |
| 2024  | Grand Chelem    | Paris             | 3e       | Moins de 70 kg |
| 2024  | Grand Chelem    | Bakou             | 1re      | Moins de 70 kg |
| 2024  | Grand Chelem    | Tbilissi          | 1re      | Moins de 70 kg |